# 副作用 (烟鬼组合歌曲)
〈副作用〉是美国DJ烟鬼组合主唱，美国歌手埃米莉·沃伦伴唱的单曲。歌曲由安德鲁·塔格特、埃米莉·沃伦、托尼·安、科里·桑德斯及Sly填词作曲，烟鬼组合和Sly负责制作，于2018年7月27日通过破坏者唱片和哥伦比亚唱片发行。〈副作用〉是烟鬼组合的第二部录音室专辑《厌世男孩》中的第五首单曲。

## 背景
2018年7月6日，烟鬼组合首次发布了〈副作用〉预告片，他们在推特中写道：“快到出新音乐的时候了。”7月19日及20日，他们曝光了部分官方封面图，并于7月23日正式公布了歌曲。7月25日，KIIS-FM的谭雅·拉德（Tanya Rad）在好莱坞帕拉丁音乐厅后台就单曲的情况对烟鬼组合进行了采访，他们分享了歌曲的首位演唱对象，以及选择即将发行这首歌的原因。在〈副作用〉发行前一天，他们发布了一段简短的音频预告片。“我们觉得是时候迎接植根于我们首次制作唱片时所作声音的夏日狂欢了，”烟鬼组合在预告中说。“我们的音乐总是反映当前的感受，灵感以及在特定时刻的身份。”
在接受《公告牌》采访时，烟鬼组合被问及〈副作用〉的迪斯科风格，其与他们在2018年发行的其他作品有所不同。安德鲁·塔格特说：“这绝对很时髦。我们觉得我们的音乐就像在一个更慢、更柔和的地方。而且现在是夏天，我们认为我们真的想制作一张欢快的夏日唱片——这就是我们想到的。我们在冬天的时候制作了《厌世男孩》和《你欠我的》，那是一段比较黑暗的时期，我们在处理一堆私人事情。”谈到歌词背后的灵感时，塔格特说尽管他们喜欢“写千禧一代的关系”，但他们也“写了（他们）观察到的东西，（他们）经常做出错误的决定，而且有点冲动而活在当下，因为（他们）在那些微小的瞬间发现了美”，这一点在歌曲中得到了体现。〈副作用〉由埃米莉·沃伦伴唱，亚历克斯·帕尔称她为“（他们）最喜欢的人之一”，沃伦也和二人保持了长期合作。“当你和一个人相处融洽，而且他们也很了解你的时候，这真的很容易让你做出喜欢并且感到兴奋的音乐。她能在歌曲中献唱真的很令人激动，希望全世界都喜欢这首歌，因为我觉得是时候让他们都了解埃米莉·沃伦是谁了。”帕尔解释道。

## 作曲
〈副作用〉属欢快，带有迪斯科风格的放克浩室兼浩室－流行歌曲。歌曲特点为“钢琴和鼓上的拍打式基调及柔和的主旋律”，可以让人想起布鲁诺·马尔斯，歌曲还展现了二人“采用了比近来的流行舞曲更适合夜店的声音”，而非“依靠过去流行乐的完美的极简主义”。歌曲被形容为“荒唐可笑的夏日赞歌”。歌词方面，歌曲关乎“自甘堕落”，歌词描述了主角在凌晨四点醒来后的情形，周围都处于封闭状态，无处可去。

## 音乐视频
〈副作用〉随歌词视频一同发行，但烟鬼组合承诺很快将有一部由“知名女演员”客串的官方音乐视频推出。烟鬼组合在《与瑞安·西克莱斯特有约》节目中开玩笑称“我们刚刚拍摄了自己部分的MV，他们正在迈阿密拍摄另一部分——视频里有位非常惊艳的女主角”，并透露道“她现在在一档非常受欢迎的节目中”。音乐视频由马修·狄龙·科恩（Matthew Dillon Cohen）执导，拍摄于迈阿密的海滨俱乐部酒店，并于2018年8月21日发布。视频由美国女演员卡米拉·门德斯主演，她因在电视剧《河谷镇》中饰演韦罗妮卡·洛奇一角而为人所知。MV以门德斯扮演的酒店员工莱利（Riley）开始，她收到信息称整个周末都要工作。感到不满的莱利决定释放自己，她脱下女仆制服，独自举办了一场泳池派对，并在夜班期间于酒店周围跳舞。随后，她遇到了一位保安，而他没有为其舞蹈动作所打动。接着，视频转到了酒店不同房间中发生的各种事情，帕尔和塔格特在这些场景中客串出演。视频快要结束时，莱利在气球和烟花的陪伴下，跳进了游泳池。门德斯在视频上映前于Instagram上发布了一段预告片，并写道：“在别人的音乐视频中跳舞似乎已经成为我最喜欢的消遣之一。”

## 现场表演
2018年7月28日，烟鬼组合在大西洋城与沃伦首次现场演唱了〈副作用〉。

## 曲目列表
| 数字下载 | 数字下载     | 数字下载 |
| 曲序     | 曲目         | 时长     |
| -------- | ------------ | -------- |
| 1.       | Side Effects | 2:53     |

| 数字下载 – 混音版EP | 数字下载 – 混音版EP                  | 数字下载 – 混音版EP |
| 曲序                | 曲目                                 | 时长                |
| ------------------- | ------------------------------------ | ------------------- |
| 1.                  | Side Effects（Fedde Le Grand Remix） | 2:52                |
| 2.                  | Side Effects（The Magician Remix）   | 4:15                |
| 3.                  | Side Effects（Nolan Van Lith Remix） | 3:04                |
| 4.                  | Side Effects（Barkley Remix）        | 2:27                |
| 5.                  | Side Effects（Sly Remix）            | 2:56                |

## 制作人员
认证来自于Tidal。
- 烟鬼组合 – 制作
- Sly – 制作
- 乔丹·史迪威 – 混音工程
- 克里斯·格林格（英语：Chris Gehringer） – 主工程

## 榜单
| 榜单（2018年）                               | 最高排名 |
| -------------------------------------------- | -------- |
| 阿根廷（拉美监控）                           | 19       |
| 澳大利亚（澳大利亚唱片业协会榜）             | 61       |
| 比利时佛兰德（Ultratop五十强单曲榜）         | 44       |
| 比利时佛兰德（Ultratop舞曲榜）               | 3        |
| 比利时瓦隆（Ultratip榜外单曲榜）             | 5        |
| 比利时瓦隆（Ultratop舞曲榜）                 | 10       |
| 加拿大（Canadian Hot 100）                   | 39       |
| 哥伦比亚（國家報告）                         | 100      |
| 克罗地亚（克羅地亞廣播電視台）               | 7        |
| 捷克（電台百強單曲榜）                       | 31       |
| 捷克（百強數位單曲榜）                       | 32       |
| 荷兰（荷蘭四十強單曲榜）                     | 14       |
| 荷兰（百强单曲榜）                           | 67       |
| 波蘭（波蘭百大電台榜）                       | 9        |
| 葡萄牙（葡萄牙唱片業協會单曲榜）             | 94       |
| 罗马尼亚（百强电台榜)                        | 72       |
| 蘇格蘭（官方榜单公司單曲榜）                 | 40       |
| 斯洛伐克（電台百強單曲榜）                   | 96       |
| 斯洛伐克（百強數位單曲榜）                   | 23       |
| 斯洛文尼亚（SloTop50）                       | 26       |
| 瑞典（瑞典最熱榜）                           | 100      |
| 瑞士（瑞士热门音乐榜）                       | 92       |
| 英國（官方榜单公司單曲榜）                   | 50       |
| 美国（《告示牌》百大單曲榜）                 | 66       |
| 美國（《告示牌》Adult Pop Airplay）          | 33       |
| 美國（《告示牌》Dance Club Songs）           | 36       |
| 美國（《告示牌》Hot Dance/Electronic Songs） | 7        |
| 美國（《告示牌》Pop Airplay）                | 13       |

| 榜单（2018年）                    | 排名 |
| --------------------------------- | ---- |
| 荷兰（荷兰四十强单曲榜）          | 96   |
| 美国（《公告牌》舞曲/电音歌曲榜） | 21   |
| 榜单（2019年）                    | 排名 |
| 葡萄牙（葡萄牙唱片业协会）        | 1727 |

## 认证
| 地區                                     | 认证 | 认证单位/销量 |
| ---------------------------------------- | ---- | ------------- |
| 澳大利亚（澳大利亚唱片业协会）           | 金   | 35,000‡       |
| 加拿大（加拿大音乐协会）                 | 金   | 40,000‡       |
| 波兰（波蘭音像製造商協會）               | 金   | 10,000‡       |
| 美国（美國唱片業協會）                   | 金   | 500,000‡      |
| *僅含認證的實際銷量 ‡僅含認證的+實際銷量 |      |               |